# Ikerasak (Sisimiut)
Ikerasak [iˈkɜʁasak] (nach alter Rechtschreibung Ikerasak) ist eine wüst gefallene grönländische Siedlung im Distrikt Sisimiut in der Qeqqata Kommunia.

## Lage
Ikerasak liegt im Südosten der Insel Maniitsorsuaq direkt vor einer kleinen Insel namens Qeqertannguaq Kangilleq. Ikerasak befindet sich zwölf Kilometer südöstlich von Sisimiut.

## Geschichte
Ikerasak wurde in den 1920er Jahren besiedelt, wobei das genaue Jahr unbekannt ist. 1930 lebten 48 Menschen am Wohnplatz. 1931 wurde eine Schulkapelle gebaut und 1932 ein 96 m² großen Fischhaus. Während der 1940er Jahre stieg die Einwohnerzahl leicht auf 56 Personen an. 1955 wurde Ikerasak aufgegeben.